# Alternanthera vestita
Alternanthera vestita är en amarantväxtart som först beskrevs av Nils Johan Andersson, och fick sitt nu gällande namn av John Thomas Howell. Alternanthera vestita ingår i släktet alternanter, och familjen amarantväxter. Inga underarter finns listade i Catalogue of Life.